# Contra (locuzione)
Contra è una preposizione della lingua latina che significa "contro".
Viene generalmente usata oggi in ambito letterario e scientifico per indicare due studi sullo stesso argomento con esiti contrastanti.